# Barent Eriksz
Barent Eriksz (ook bekend als Barent Erickzen en Bernard Ericks) was een 16e-eeuwse handelaar uit Medemblik. Hij wordt beschouwd als de persoon die de Nederlandse handel met West-Afrika begon.
Eriksz vertrok uit Medemblik in 1590. Hij wilde via Hamburg en Noord-Afrika naar Brazilië varen, maar rond de evenaar werd hij drie maanden opgehouden wegens ongunstige wind, wat hem er uiteindelijk toe dwong het eiland Principe aan te doen om zijn schip te repareren. Daar werd hij gearresteerd door de Portugezen, en bleef anderhalf jaar gevangen op Sao Tomé. Daar hoorde hij (vermoedelijk van Franse medegevangenen) over de handelsmogelijkheden van El Mina aan de Goudkust - de kuststreek van het huidige Ghana.
Het is onbekend hoe Barent Eriksz vrijkwam, maar hij keerde in 1593 in Nederland terug. Nog datzelfde jaar maakte hij een handelsreis naar Guinea, waarvan hij succesvol terugkeerde in maart 1594. 
Eriksz bleef hierna actief op de handel met Guinea. Hij maakte in totaal 11 reizen naar het gebied.
- Biografisch Portaal: 09514441